# Петар Чудотворац
Свети Петар Чудотворац (? — 1326) је православни руски светитељ. Био је митрополит кијевски и целе Русије. Први је од кијевских митрополита који је имао седиште у Москви.
Рођен је у Волинској области, и у дванаестој години је примио монашки чин. Био је подвижник и иконописац. Основао је манастир на реци Рати, и био игуман. Преко своје воље је постављен за митрополита кијевског и посвећен у Цариграду од патријарха Атанасија I.
Као митрополит трпео је доста од завидљиваца и јеретика. Управљао је Црквом осамнаест година. Саградио је себи гробницу у Успенском храму, где му до данас почивају мошти, за које хришћани верују да су свете и чудотворне. Преминуо је 1326. године.
Српска православна црква слави га 21. децембра по црквеном, а 3. јануара по грегоријанском календару. Руска православна црква га слави још и 24. августа и 5. октобра (Сабор Московских светитеља).